# Tina Siel
Tina Siel, (født 24. oktober 1967), er en dansk sangerinde, som bl.a. er kendt fra tv-programmerne DR 1 Julekoncert, Dansk Poplic Service, Fællessang fra Bakken, Hit med Sangen og Musikbutikken. Hun har endvidere været tv-værtinde i programserien Stil med Siel, som blev vist på TV 2 Nord og TV/Midt-Vest. Hun debuterede med albummet Når kærligheden dør i 1997, der solgte 7000 eksemplarer. I 1999 udkom hendes andet album, Hvor hjerterne bor, der solgte 15.000 eksemplarer.
Tina Siel er opvokset i en musikalsk familie. Hendes forældre er guitaristen Curt Siel og sangerinden Svanhild Siel, med hvem hun allerede som barn optrådte i familiens danserestaurant i Sæby, og hun er søster til sangerinden Lene Siel. Tina Siel har tre børn, hvoraf datteren Michelle deltog i MGP 2001 med sangen "Danser himlen sort".
Som sangerinde har Tina Siel turneret i hele landet, blandt andet sammen med Kandis og Bjørn & Okay, lige som hun har været på koncertturneer i Caribien, Thailand, Østrig, Norge, Sverige og på Grønland. På hendes album "Lidt af mit liv" fra 2007 medvirker bl.a. brødrene Klaus og Knud Erik Thrane, kendt fra popgruppen Cane. Sidstnævnte har siden 2002 været Tina Siels faste pianist ved kirkekoncerter og andre musikalske arrangementer i Danmark.
Tina Siel er stadig aktiv på den danske scene. I maj 2009 optrådte hun bl.a. i TV2 Charlie's fællessang på Bakken, hvor hun blev akkompagneret af Fede Finn og Funny Boyz.

## Diskografi
- 1997 – Når kærlighed dør
- 1999 – Hvor hjerterne bor
- 2000 – Juledrømme
- 2001 – Mine favoritter
- 2001 – En buket
- 2007 – Lidt af mit liv
- 2022 – Fra hjerte til hjerte